# Александар Камински
Александар Камински (Варшава, 28. јануар 1903 — Варшава, 15. март 1978) био је пољски просветни радник, педагог и књижевник, познат као једна од водећих личности извиђачког покрета, као и у суделовању у пољском покрету отпора, односно Домовинској армији за време немачке окупације у Другом светском рату.